# Volkswagen Challenger 2012
Il Volkswagen Challenger 2012 è stato un torneo professionistico di tennis maschile giocato sul sintetico indoor. È stata la 19ª edizione del torneo che fa parte dell'ATP Challenger Tour nell'ambito dell'ATP Challenger Tour 2012. Si è giocato a Wolfsburg in Germania dal 20 al 26 febbraio 2012.

## Partecipanti

### Teste di serie
| Nazionalità          | Giocatore            | Ranking* | Testa di serie |
| -------------------- | -------------------- | -------- | -------------- |
| Paesi Bassi          | Thomas Schoorel      | 139      | 1              |
| Paesi Bassi          | Igor Sijsling        | 151      | 2              |
| Russia               | Aleksandr Kudrjavcev | 163      | 3              |
| Canada               | Frank Dancevic       | 175      | 4              |
| Germania             | Dominik Meffert      | 177      | 5              |
| Russia               | Konstantin Kravčuk   | 194      | 6              |
| Bosnia ed Erzegovina | Amer Delić           | 195      | 7              |
| Belgio               | Maxime Authom        | 198      | 8              |

- Ranking al 13 febbraio 2012.

### Altri partecipanti
Giocatori che hanno ricevuto una wild card:
- Richard Becker
- Ilija Bozoljac
- Nils Langer
- Sebastian Rieschick

Giocatori passati dalle qualificazioni:
- Evgenij Korolëv
- Andrej Martin
- Luca Vanni
- Marcel Zimmermann

## Campioni

### Singolare
Igor Sijsling ha battuto in finale  Jerzy Janowicz con il punteggio di 4–6, 6–3, 7–6(9)

### Doppio
Laurynas Grigelis /  Uladzimir Ihnacik hanno battuto in finale  Tomasz Bednarek /  Olivier Charroin con il punteggio di 7–5, 4–6, [10-5]